# Universe Cycling Team
Das Universe Cycling Team ist ein niederländisches Radsportteam mit Sitz in Delft.
Das Team wurde zur Saison 2023 neu gegründet und ist im Besitz einer Lizenz als UCI Continental Team. Es ist aus dem Global Cycling Team hervorgegangen, das als nicht lizenziertes Team bereits an verschiedenen Radrennen weltweit teilgenommen hat. Schwerpunkt soll auch zukünftig die globale Ausrichtung mit Rennen auf allen Kontinenten sein, in den Niederlanden, Belgien und Frankreich wird das Team nur an ausgewählten Rennen teilnehmen. Zudem erhofft sich das Team durch die Lizenzierung die Teilnahme an Rennen mit einer höheren Kategorie.
Die ersten Siege erzielte das Team auf der UCI Africa Tour 2023 mit je einem Etappengewinn bei der Tour d’Algérie und der Tour du Sahel.

## Saison 2025
Mannschaft
| Teamkader 2025          | Teamkader 2025    | Teamkader 2025 | Teamkader 2025                      |
| Name                    | Geburtsdatum      | Land           | Vorheriges Team                     |
| ----------------------- | ----------------- | -------------- | ----------------------------------- |
| Bart Buijk              | 1. Mai 1993       | Niederlande    | Global Cycling Team (2022)          |
| Jeen de Jong            | 5. Januar 1996    | Niederlande    | À Bloc CT (2021)                    |
| Roy Duijvesteijn        | 29. Juli 2001     | Niederlande    |                                     |
| Sjors Handgraaf         | 31. Januar 1991   | Niederlande    | Scorpions Racing Team (2023)        |
| Wessel Lange            | 23. Dezember 1999 | Niederlande    |                                     |
| Kenny Nijssen           | 6. September 1990 | Niederlande    | Global Cycling Team (2022)          |
| Rick Nobel              | 9. April 2025     | Niederlande    | EuroCyclingTrips Pro Cycling (2022) |
| Lars Quaedvlieg         | 19. Januar 1995   | Niederlande    | UWTC De Volharding (2022)           |
| Jip Steman              | 9. September 2000 | Niederlande    | Sensa-Kanjers voor Kanjers (2023)   |
| Jarri Stravers          | 3. April 1997     | Niederlande    | Global Cycling Team (2022)          |
| Sam Van de Mieroop      | 3. September 1991 | Belgien        | Team Flanders (2024)                |
| Luuk van der Meer       | 12. November 1993 | Niederlande    |                                     |
| Nick van der Meer       | 25. Juli 1993     | Niederlande    | VolkerWessels Cycling Team (2024)   |
| Stefan Verhoeff         | 8. März 1999      | Niederlande    | GRC Jan van Arckel (2022)           |
| Jaap Vogel              | 21. Juli 2002     | Niederlande    |                                     |
| Tom Wijfje              | 6. Februar 1998   | Niederlande    |                                     |
|                         |                   |                |                                     |
| Quelle: ProCyclingStats |                   |                |                                     |

Erfolge
| Siege | Siege  | Siege | Siege  | Siege  | Siege |
| Datum | Rennen | Staat | Klasse | Sieger |       |
| ----- | ------ | ----- | ------ | ------ | ----- |

## Erfolge pro Saison
| Rennserie                 | 2023 | 2024 |
| ------------------------- | ---- | ---- |
| UCI ProSeries             | -    | -    |
| UCI Continental Circuits  | 3    | -    |
| nationale Meisterschaften | -    | -    |

## Platzierungen in der UCI-Weltrangliste
| World Ranking | World Ranking | World Ranking           | World Ranking |
| Jahr          | Teamwertung   | Einzelwertung           |               |
| ------------- | ------------- | ----------------------- | ------------- |
| 2023          | 118.          | Lars Quaedvlieg (853. ) |               |
| 2024          | 132.          | Lars Quaedvlieg (777. ) |               |
|               |               |                         |               |
| Quelle: UCI   |               |                         |               |